# میدان امام حسین (شیراز)

میدان امام حسین یا فلکه ستاد یکی از فلکه‌های معروف در شیراز است. این فلکه در مرکز شیراز قرار دارد. دو خط متروی شیراز یعنی خط یک و خط دو از زیر این فلکه عبور می‌کند. ایستگاه متروی امام حسین مشترک بین دو خط یک و دو می‌باشد.

## موقعیت
میدان امام حسین از شرق و غرب به بلوار کریمخان زند، از شمال به بلوار آزادی و از جنوب به خیابان انقلاب اسلامی (مشیر فاطمی) مرتبط است.

## تاریخچه
این میدان به واسطه ستاد فرماندهی ارتش در زمان پهلوی به نام فلکه ستاد شهرت داشت. اما بعد از انقلاب سال ۱۳۵۷ ابتدا با نام میدان قدس نام گذاری و تندیس قدس فلزی هم در این میدان بنا شد که به دلیل عدم توجه مردم، این نام هرگز بکار برده نشد و تنها در تابلو کنار میدان جا خوش نمود مسئولین وقت که اصرار به این تغییر داشتند دست به تغییر نام ستاد فرماندهی ارتش به فرماندهی ارتش زدند شاید نام تغییر یابد اما نتیجه‌ای در برنداشت، دلیل آن هم تعویض مجدد نام میدان بود پس از پایان جنگ ایران و عراق طی مراسمی پرچمی زیارت یافته از کربلا به شیراز منتقل با نصب آن در میدان، این میدان به نام میدان امام حسین مجدداً تغییر نام یافت!

## ساعت گل

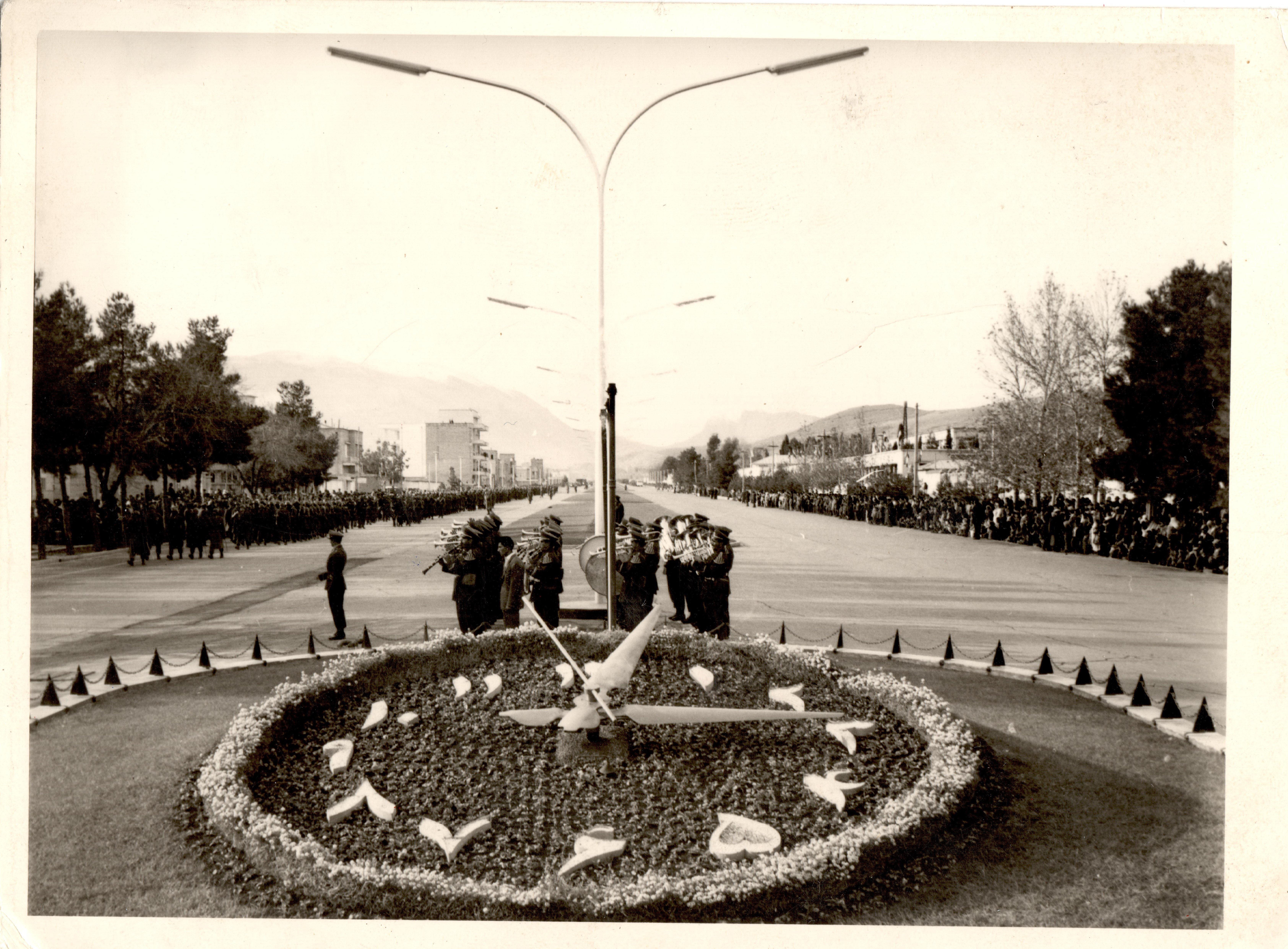
ساعت گل در سال ۱۳۴۰

ساعت گل شیراز در سال ۱۳۳۸ در بلوار زند ایجاد گردید. در غرب فلکه ستاد میدان امام حسین فعلی، نزدیک درمانگاه چشم پوستچی شیراز قرار دارد و پس از انقلاب سال ۱۳۵۷ ایران و در زمان جنگ هشت ساله عراق با ایران مورد بی مهری قرار گرفت و هم‌اکنون دیگر به آن صورت که ارقام ساعت با گل نوشته شده بودند نیست و اعدادی از جنس سنگ ایجاد شده و تنها به گل‌کاری وسط این ساعت اکتفا شده‌است.

## ترابری

### خیابان‌ها
- بلوار آزادی
- بلوار کریم خان زند
- خیابان انقلاب اسلامی (مشیر فاطمی)

### اتوبوسرانی
- خط ۱
- خط ۲۴
- خط ۷۰
- خط ۷۱
- خط ۹۱
- خط 90
- https://upload.wikimedia.org/wikipedia/commons/thumb/e/e6/Bus-logo.svg/30px-Bus-logo.svg.png خط 18

### مترو
- ایستگاه متروی امام حسین خط 1و2